# Arcadi Navarro i Cuartiellas
Arcadi Navarro i Cuartiellas (Sabadell, 1969) és doctor en Biologia per la Universitat Autònoma de Barcelona i professor i investigador ICREA al Departament de Ciències Experimentals i de la Salut de la Universitat Pompeu Fabra.
Arcadi Navarro s'ha dedicat a l'àmbit de la investigació de la genètica de poblacions, l'evolució molecular, els genotips i fenotips i els estudis d'associació. Ha sigut director d'un grup d'investigació en genòmica evolutiva dins de la Unitat de Biologia Evolutiva del Departament de Ciències Experimentals i de Salut de la Universitat Pompeu Fabra. També ha dirigit el Node de Genètica de Poblacions de l'Institut Nacional Espanyol de Bioinformàtica. Entre les seves publicacions de divulgació es troba el llibre Contra natura l'essència conflictiva del món viu (Alzira, 2006). D'entre les diverses aportacions de la seva recerca, destaquen l'estudi dels processos d'especiació cromosòmica i els de la distribució geogràfica de les variants genètiques que modifiquen el risc de malaltia en humans.
El 2009 va ser premiat amb el guardó Acreditació Avançada de Recerca de la Generalitat de Catalunya.
El 2014 va assumir la direcció de l'equip de l'Arxiu Europeu del Genoma-Fenoma, que va ser traslladat a Barcelona des de l'EBI.
El 2016 va ser nomenat secretari d'Universitats i Recerca del Departament de Coneixement i Empresa de la Generalitat de Catalunya, sota la presidència de Carles Puigdemont.
L'any 2019 fou nomenat director de la Fundació Pasqual Maragall i del seu centre de recerca, el Barcelonabeta Brain Research Center, tots dos dedicats a la lluita contra l'Alzheimer i altres malalties neurodegeneratives associades a l'edat.